# Арутинов, Григорий Артемьевич
Григо́рий (Григор) Арте́мьевич Арутинов (Арутюнян) (арм. Գրիգոր Արտեմի Հարությունյան (Հարությունով);7 ноября 1900, Телави, Грузия, Российская империя — 9 ноября 1957, Тбилиси) — советский партийный и государственный деятель.

## Биография

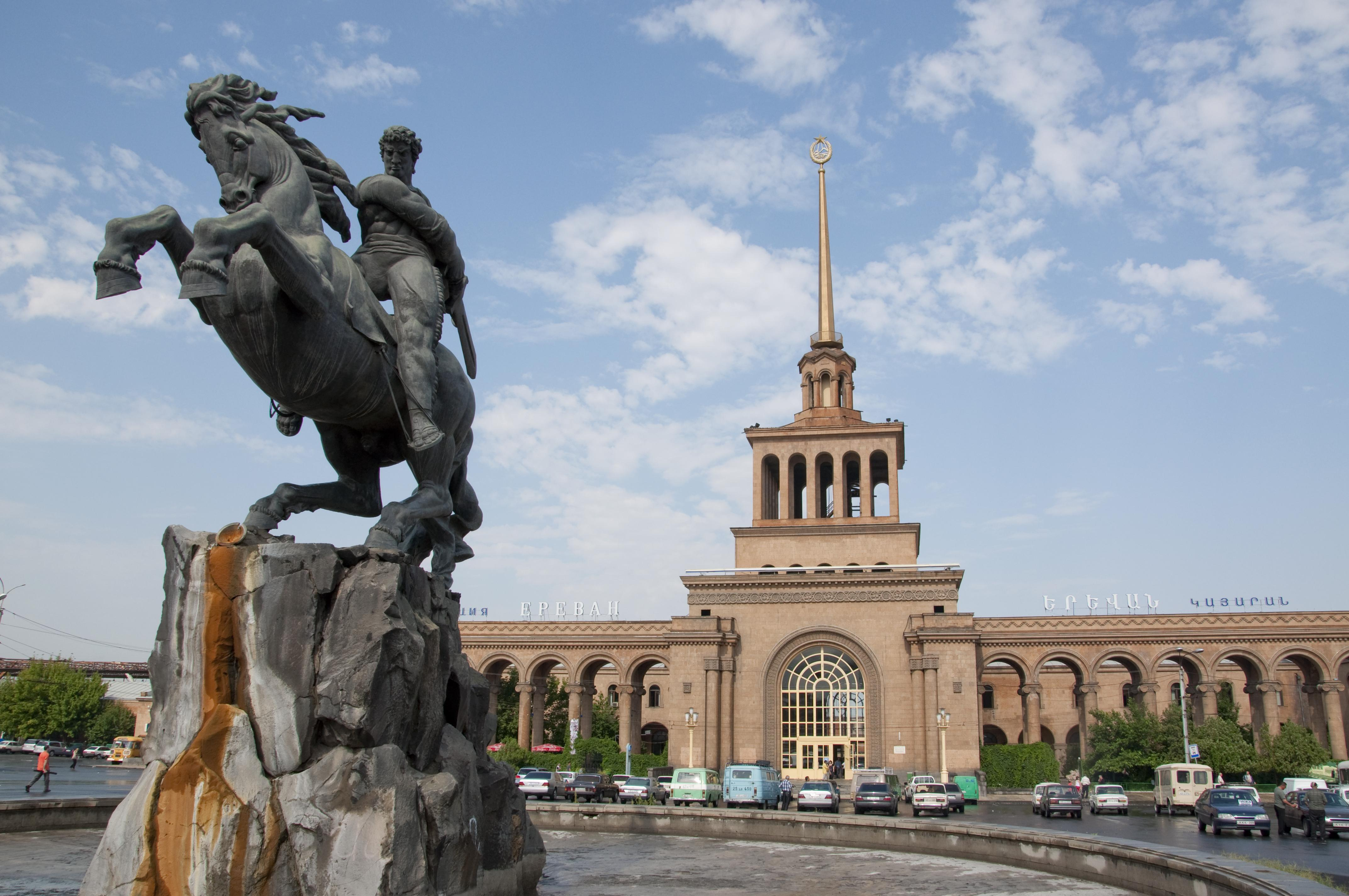
Памятник Давиду Сасунскому

Родился в семье мелкого торговца и виноградаря. В 1911 году поступает в русскую гимназию в Телави и оканчивает её. В годы учёбы увлекся идеей социализма — в гимназии преподавал историю высланный из России педагог по фамилии Симумяги, он объединил учеников в кружок молодых социалистов. Участники кружка попадают в поле зрения грузинских меньшевиков, и в 1920 году арестован со своим другом, также участником кружка Арташесом Геурковым. Из тюрьмы их освободили по ходатайству дирекции гимназии, как лучших учеников.
С установлением советской власти в Грузии становится завотделом пропаганды Телавского уездного комитета КП(б) Грузии. В 1922 году его направляют на учёбу в Москву, в Институт народного хозяйства им. К. Маркса.
В 1924 году он был отозван в Грузию, где стал секретарем Телавского райкома КП (б) Грузии.
С 1930 года работает в Народном комиссариате рабоче-крестьянской инспекции заместителем председателя Центральной контрольной комиссии ЦК КП(б) Грузии. С ноября 1931 года заворготделом и член Секретариата ЦК КП(б) Грузии.
26 января—10 февраля 1934 года делегат XVII съезда ВКП(б).
С января 1934 года по сентябрь 1937 года — секретарь Тифлисского горкома КП(б) Грузии.
15 сентября 1937 года на внеочередном пленуме ЦК КП(б) Армении избран первым секретарем ЦК КП(б) Армении, о чём Арутинову сообщили Г. Маленков и А. Микоян, приехавшие за ним в Тбилиси из Еревана.
С 23 сентября 1937 года по 28 ноября 1953 года — первый секретарь ЦК КП Армении. депутат Верховного Совета СССР I-го созыва, II-го созыва, III-го созыва (1937—1954) и Арм. ССР (1938—1955). Первый секретарь Ереванского городского комитета компартии Армении.

### Работа в Армении
В 1937 году в СССР и в Армении проходили массовые репрессии. Далеко не просто складывалась жизнь у Григория Арутинова: в 1937 году был репрессирован и погиб родной брат Сергей, секретарь райкома г. Тбилиси, в 1937 году застрелился подвергшийся партийной критике родной брат его жены — первый секретарь КП Аджарии и заместитель Председателя Совнаркома Грузинской ССР Артём Геурков.
Г. Арутинов как первый секретарь ЦК КП (б) Армении входил в состав особой тройки, созданной по приказу НКВД СССР от 30.07.1937 № 00447, но при этом был негласным противником сталинских репрессий. Ему удалось уберечь от ареста НКВД ряд выдающихся армянских деятелей культуры, в частности, М. Сарьяна и А. Исаакяна.
Одним из первых мероприятий, с чего начал свою деятельность Г. Арутинов в Армении, было возрождение образа легендарного национального героя Армении Давида Сасунского и празднование 1000-летия эпоса. Были выпущены праздничные издания на разных языках, заказан конный памятник, который сейчас стоит у вокзала. На праздник в Ереван были приглашены крупнейшие деятели культуры и искусства всей страны. В то же время началась подготовка декады армянского искусства в Москве, которая прошла в 1939 году. В комиссию по подготовке пригласили режиссёра Рубена Симонова, дирижёра Мелик-Пашаева, Арама Хачатуряна, которому Г. Арутюнян предложил написать балет. По инициативе Арутинова были созданы Ансамбль песни и танца под управлением Алтуняна, гусанский ансамбль В. Саакяна, квартет имени Комитаса, джаз-оркестр под управлением А. Айвазяна. Подготовка к декаде шла под постоянным наблюдением Г. Арутюняна, как пишут в своих воспоминаниях участники декады: нар.арт. СССР Т.Сазандарян и др. Декада прошла с исключительным успехом, и об Армении заговорили как о стране высокой культуры.
Наряду с этим Г. Арутинов уделял большое внимание развитию промышленности и сельского хозяйства. Появилась тяжёлая промышленность: машиностроение, радиоэлектроника, станкостроительный завод, электротехнический и электроламповый заводы. Развивалась тяжёлая химия, цветная металлургия, производство алюминия, огромное значение в стране приобрел Каджаранский молибденовый комбинат и т. д. Было построено несколько крупных гидроэлектростанций (ЕрГЭС, ГюмушГЭС и т. д.). В этом строительстве Арутинов принимал активное личное участие.
С 1938 года одновременно — первый секретарь Ереванского горкома КП (б) Армении. В годы Великой Отечественной войны член Военного совета Закавказского фронта.
За годы работы Арутинова столица Армении приобрела особый архитектурный облик с элементами национальных традиций. Возникли новые проспекты, такие как проспект Баграмяна с небольшими особняками, где располагались дома писателей, художников, Академия Наук Армянской ССР, площадь Ленина, крытый рынок, ЦК КП (б) Армении, рядом с которым был разбит уникальный парк, построены мосты — Победы и Киевский. Идеей Арутинова было строительство Матенадарана.
Большое внимание уделялось озеленению города, холмы вокруг города — Канакер, Норк, Цицернакаберд были засажены деревьями для защиты города от пыльных ветров. Большую заботу Арутинов уделял строительству здравницы в г. Джермук. Были построены Зоопарк и Ботанический сад. На тротуарах появились питьевые фонтанчики с горной водой.
За годы его руководства были основаны Академия Наук Армянской ССР, астрофизическая обсерватория, институт математики и др. Для работы в республику он приглашал крупнейших учёных: Иосиф Орбели, Абрам Алиханов, Виктор Амбарцумян, Алексей Дживелегов. Таким выдающимся деятелям искусства, как Аветик Исаакян, Арам Хачатурян и Мартирос Сарьян были подарены особняки, где сейчас находятся их музеи.
Одним из важных дел Арутинова было его письмо к Сталину о проблеме Карабаха. Большой болью для него было решение МГБ СССР в мае 1949 года о выселении «неблагонадёжных» жителей Армении в Алтайский край. В Ереван приехали руководители МГБ и проводили отправку жителей в 24 часа. Г. Арутинов все это время находился на вокзале и по мере возможности спасал от высылки людей, имевших награды и ордена. Как только появилась возможность после смерти Сталина исправить это беззаконие, в июне 1953 года Арутинов издал постановление о возвращении высланных.
В период его нахождения в должности в первого секретаря Коммунистической партии Армянской ССР в 1948—1953 годах переселению подверглись азербайджанцы, проживавшие в Армении. В 1947 году  Арутинов добился принятия Советом министров СССР постановления «О переселении колхозников и другого азербайджанского населения из Армянской ССР в Кура-Араксинскую низменность Азербайджанской ССР», в результате чего до 100 тысяч азербайджанцев подверглись переселению «на добровольных началах» (а по сути — депортации) в Азербайджан. 10 000 человек было переселено в 1948 году, 40 000 — в 1949 году, 50 000 в 1950 году.
В 1953 году был снят с должности первого секретаря ЦК КП Армении. Работал председателем колхоза в Армении. Будучи «начисто лишенный амбиций», вспоминала Нами Микоян, он «взялся за дело и за два года вытащил хозяйство в передовые».
Кандидат в члены ЦК ВКП(б) (1939—52 гг.). Член ЦК КПСС (1952—54 гг.). Выведен из ЦК КПСС Постановлением Пленума ЦК КПСС 23 февраля — 2 марта 1954 года.

## Награды
- Четыре ордена Ленина (22.03.1936, 8.02.1944, 24.11.1945, 5.11.1950).
- Орден Отечественной войны 1 степени (1.02.1945).
- Два ордена Трудового Красного Знамени (23.11.1940, …).